# Gabillou
Gabillou är en kommun i departementet Dordogne i regionen Nouvelle-Aquitaine i sydvästra Frankrike. Kommunen ligger i kantonen Thenon som tillhör arrondissementet Périgueux. År 2022 hade Gabillou 97 invånare.

## Befolkningsutveckling
Antalet invånare i kommunen Gabillou
Referens:INSEE